# Atrichopogon greyi
Atrichopogon greyi är en tvåvingeart som beskrevs av John William Scott Macfie 1932. Atrichopogon greyi ingår i släktet Atrichopogon och familjen svidknott. Inga underarter finns listade i Catalogue of Life.